# Arachnura feredayi
Arachnura feredayi es una especie de araña araneomorfa del género Arachnura,  familia Araneidae. Fue descrita científicamente por L. Koch en 1872.
Se distribuye por Australia y Nueva Zelanda. La especie se mantiene activa durante todos los meses del año.